# Murton, York
Murton är en ort och civil parish i Storbritannien.   Den ligger i kommunen City of York och riksdelen England, i den centrala delen av landet, 280 km norr om huvudstaden London. Murton ligger 18 meter över havet och antalet invånare är 423.
Terrängen runt Murton är mycket platt. Runt Murton är det tätbefolkat, med 659 invånare per kvadratkilometer. Närmaste större samhälle är York, 4,8 km väster om Murton. Trakten runt Murton består till största delen av jordbruksmark.